# Parti démocrate européen catalan
Le Parti démocrate européen catalan (en catalan : Partit Demòcrata Europeu Català, PDeCAT) est un parti politique espagnol, créé en 2016 comme successeur de la Convergence démocratique de Catalogne (CDC) et dissous en 2023 après plusieurs échecs électoraux.

## Histoire

### Fondation
Après que Convergence démocratique de Catalogne (CDC) a tenu le 8 juillet 2016 son ultime congrès, le congrès fondateur du parti devant lui succéder se tient dans la foulée. Après avoir rejeté les propositions de Més Catalunya et Catalans Convergents, les délégués approuvent le 10 juillet comme nouveau nom Parti démocrate catalan (PDC) à près de 60 % des voix, préférant cette option à Parti national catalan et Ensemble pour la Catalogne.
Lors des élections internes organisées le 23 juillet suivant Artur Mas et Neus Munté sont élus président et vice-président avec 95 % des voix. Après que le ministère de l'Intérieur a indiqué qu'il refuserait d'inscrire le Parti démocrate catalan au registre des partis politiques en raison d'une similitude de nom avec le parti Démocrates de Catalogne (DC), la direction propose d'utiliser le nom de Parti démocrate européen catalan, proposition adoptée à 86 % le 22 octobre par les militants.
Sur une proposition unanime de sa commission exécutive, le Parti de l'Alliance des libéraux et des démocrates pour l'Europe (ALDE) décide le 27 octobre 2018 à une très large majorité d'exclure le PDeCAT, une mesure inédite dans son histoire, en raison des affaires politico-financières entourant l'ancienne Convergence démocratique.

### Dissolution
Lors d'un congrès extraordinaire le 28 octobre 2023, le Parti démocrate européen catalan prononce sa dissolution, après avoir échoué à maintenir une représentation parlementaire aux élections autonomiques de 2021 puis aux élections générales de juillet précédent. À cette occasion, le président du parti, David Bonvehí, reproche — sans le nommer — à Carles Puigdemont d'avoir lancé son propre parti, Ensemble pour la Catalogne, à la suite de la séquence des élections générales, municipales et européennes de 2019.

## Résultats électoraux

### Élections au Parlement de Catalogne
| Année | Tête de liste     | Voix   | %     | Rang  | Mandats  | Gouvernement        |
| ----- | ----------------- | ------ | ----- | ----- | -------- | ------------------- |
| 2017  | Carles Puigdemont | JxCat  | JxCat | JxCat | 12 / 135 | Torra (2018-2020)   |
| 2021  | Àngels Chacón     | 77 059 | 2,72  | 9e    | 0 / 135  | Extra-parlementaire |

## Identité visuelle

Premier logo (2016).
Deuxième logo (2016).
Troisième logo (2016-2018).
Quatrième logo (2018-2020).
Cinquième logo (2020-2023).